# Аксёново (Башкортостан)
Аксёново (баш. Аксенов) — село в Муниципальном районе Альшеевский район Республики Башкортостана России, центр Аксёновского сельсовета. ОКАТО — 80202806001.  Согласно переписи 2020 года население составляло 752 человека.
Через село протекает река Кузя.

## История
Закон «О внесении изменений в административно-территориальное устройство Республики Башкортостан в связи с образованием, объединением, упразднением и изменением статуса населенных пунктов, переносом административных центров» от 20 июля 2005 года N 211-з постановил:
ст. 2. Объединить следующие населенные пункты с сохранением наименований:
1) в Альшеевском районе:

б) поселение железнодорожная будка 1472 км, поселок разъезда Алдарово и село Аксеново Аксеновского сельсовета, установив объединенному населенному пункту тип поселения — село, с сохранением наименования «Аксеново»;

## Население
| 2002 | 2009  | 2010  |
| ---- | ----- | ----- |
| 1134 | ↗1135 | ↘1047 |

## Религия
В селе есть мечеть и православная церковь Петра и Февронии.

## Лица, связанные с селом
Копейкин, Игорь Валентинович (1920—2002) — начальник связи эскадрильи, стрелок-радист 35-го гвардейского бомбардировочного авиационного полка 5-й гвардейской бомбардировочной авиационной дивизии 1-го гвардейского бомбардировочного авиационного корпуса 3-й воздушной армии 1-го Прибалтийского фронта, полковник, Герой Советского Союза.
В июне 1901 года в Андреевском туберкулёзном санатории в Аксёново провели свой медовый месяц Антон Павлович Чехов и Ольга Леонардовна Книппер.
В аксёновской школе учился А. В. Никонов (1911—1937) — механик-водитель танка «Т-26», Герой Советского Союза. Врачебной амбулаторией на ст. Аксёново в 1963—1964 годы заведовал Г. Г. Максимов (р. 1940), заслуженный врач Башкирской АССР.

## Географическое положение
Расстояние до:
- районного центра (Раевский): 39 км,
- ближайшей железнодорожной станции (Аксеново): 0 км.